# 5-та танкова армія (СРСР)
П'ята та́нкова а́рмія (5 ТА) — танкова армія у складі Збройних сил СРСР з 5 червня по 17 липня 1942 та з 3 вересня 1942 по 20 квітня 1943.

## Командування
- Командувачі:
  - генерал-майор Лізюков О. І. (червень — липень 1942);
  - генерал-майор Рибалко П. С. (липень — жовтень 1942);
  - генерал-майор Романенко П. Л. [листопад — грудень 1942);
  - генерал-лейтенант Попов М. М. (грудень 1942 — січень 1943);
  - генерал-майор, з березня 1943 генерал-лейтенант Шльомін І. Т. (січень — квітень 1943).